# 守岡未央
守岡 未央（もりおか みお、1988年〈昭和63年〉6月25日 -）は、埼玉県久喜市生まれのトランペット奏者である。

## 人物
花咲徳栄高等学校を卒業後 2011年 武蔵野音楽大学音楽学部ヴィルトゥオーソ学科を首席で卒業。 同大学卒業演奏会に選抜される。 
これまでにトランペットを佛坂咲千生、室内楽を戸部豊の各氏に師事。
現在、東京吹奏楽団 団員。ECOPETS、ザ・トランペットコンサート各メンバー。

## 賞歴
- 2006年 第7回日本ジュニア管打楽器コンクール高校生トランペット部門 銅賞。
- 2007年 第4回音大生のための津堅コンクール 入選。
- 2012年 第81回日本音楽コンクール 入選。
- 2014年 第12回東京音楽コンクール 金管部門 第3位（1位なし）及び聴衆賞受賞。
- 2016年 第84回日本音楽コンクール 第1位 及び岩谷賞（聴衆賞）、E.ナカミチ賞受賞。[3][2]

## 主な出演
- 2011年 第81回読売新人演奏会、第27回ヤマハ管楽器新人演奏会、武蔵野音楽大学新人演奏会に出演。
- 2015·16年 Music Program TOKYO まちなかコンサート出演。
- 2016年 東京文化会館モーニングコンサートVol.97、守岡未央トランペットリサイタル（紀尾井ホール。
- 2018年「Ｂ→Ｃ バッハからコンテンポラリー」守岡未央トランペットリサイタル（東京オペラシティ文化財団）。[3][2]